# لاميون صغير الأزهار
لاميون صغير الأزهار (الاسم العلمي: Lamium micranthum) هو نوع من النباتات يتبع جنس اللاميون من الفصيلة الشفوية.